# NGC 3344
NGC 3344 (również PGC 31968 lub UGC 5840) – galaktyka spiralna z poprzeczką (SBbc), znajdująca się w gwiazdozbiorze Małego Lwa w odległości około 27 milionów lat świetlnych (8.28 megaparseków). Odkrył ją William Herschel 6 kwietnia 1785 roku.
W galaktyce tej zaobserwowano supernową SN 2012fh.